# Municipi de Pagėgiai
El municipi de Pagėgiai (en lituà: Pagėgių savivaldybė) és un dels 60 municipis de Lituània, situat dins del comtat de Tauragė, i que forma part de la regió de Lituània Menor. La capital del municipi és la ciutat homònima.

## Seniūnijos

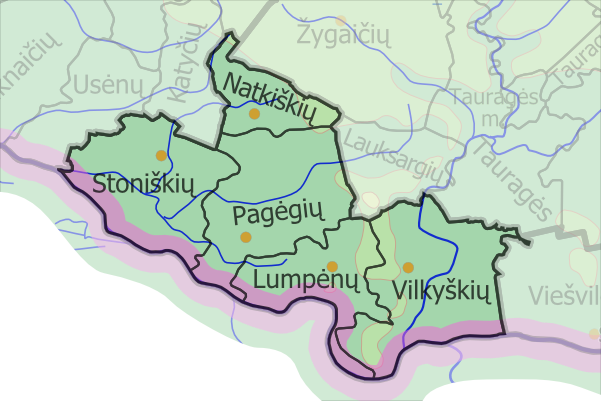
Seniūnijos del districte municipal de Jurbarkas

- Lumpėnų seniūnija (Lumpėnai)
- Natkiškių seniūnija (Natkiškiai)
- Pagėgių seniūnija (Pagėgiai)
- Stoniškių seniūnija (Stoniškiai)
- Vilkyškių seniūnija (Vilkyškiai)